# Giro del Trentino 2015
Il Giro del Trentino 2015, trentanovesima edizione della corsa e valida come evento del circuito UCI Europe Tour 2015 categoria 2.HC, si svolse dal 21 al 24 aprile 2015 lungo un percorso di complessivi 526,2 km suddiviso in quattro tappe.
La vittoria fu appannaggio dell'australiano Richie Porte del Team Sky, che concluse la competizione con il tempo di 13 ore 43 minuti e 41 secondi alla media di 38,3 km/h.

## Tappe
| Tappa  | Data      | Percorso                                | km    | Vincitore di tappa | Leader cl. generale |
| ------ | --------- | --------------------------------------- | ----- | ------------------ | ------------------- |
| 1ª     | 21 aprile | Riva del Garda > Arco (cron. a squadre) | 14,3  | Bora-Argon 18      | Cesare Benedetti    |
| 2ª     | 22 aprile | Dro > Brentonico - Parco del Baldo      | 168,2 | Richie Porte       | Richie Porte        |
| 3ª     | 23 aprile | Ala > Fierozzo Val dei Mòcheni          | 183,8 | Domenico Pozzovivo | Richie Porte        |
| 4ª     | 24 aprile | Malé > Cles                             | 161,5 | Paolo Tiralongo    | Richie Porte        |
| Totale | Totale    | Totale                                  | 526,5 |                    |                     |

## Squadre partecipanti
| N.    | Cod. | Squadra                      |
| ----- | ---- | ---------------------------- |
| 1-8   | ALM  | AG2R La Mondiale             |
| 11-18 | AST  | Astana Pro Team              |
| 21-28 | CAN  | Cannondale                   |
| 31-38 | SKY  | Team Sky                     |
| 41-48 | AND  | Androni Giocattoli-Venezuela |
| 51-58 | BAR  | Bardiani-CSF                 |
| 61-68 | NIP  | Nippo-Vini Fantini           |
| 71-78 | STH  | Southeast                    |

| N.      | Cod. | Squadra                 |
| ------- | ---- | ----------------------- |
| 81-88   | ITA  | Nazionale Italiana      |
| 91-98   | COL  | Colombia                |
| 101-108 | RVL  | RusVelo                 |
| 111-118 | MTN  | MTN-Qhubeka             |
| 121-128 | CLT  | Cult Energy Pro Cycling |
| 131-138 | BOA  | Bora-Argon 18           |
| 141-148 | CJR  | Caja Rural-Seguros RGA  |
| 151-158 | TIR  | Tirol Cycling Team      |

## Dettagli delle tappe

### 1ª tappa
- 21 aprile: Riva del Garda > Arco – Cronometro a squadre – 13,3 km

Risultati
| Pos. | Squadra         | Tempo  |
| ---- | --------------- | ------ |
| 1    | Bora-Argon 18   | 14'05" |
| 2    | Team Sky        | s.t.   |
| 3    | Astana Pro Team | a 4"   |

| Pos. | Corridore        | Squadra       | Tempo  |
| ---- | ---------------- | ------------- | ------ |
| 1    | Cesare Benedetti | Bora-Argon 18 | 14'05" |
| 2    | Patrick Konrad   | Bora-Argon 18 | s.t.   |
| 3    | Emanuel Buchmann | Bora-Argon 18 | s.t.   |

### 2ª tappa
- 22 aprile: Dro > Brentonico - Parco del Baldo – 168,2 km

Risultati
| Pos. | Corridore      | Squadra  | Tempo    |
| ---- | -------------- | -------- | -------- |
| 1    | Richie Porte   | Team Sky | 4h36'37" |
| 2    | Mikel Landa    | Astana   | a 16"    |
| 3    | Damiano Cunego | Nippo    | a 32"    |

| Pos. | Corridore     | Squadra  | Tempo    |
| ---- | ------------- | -------- | -------- |
| 1    | Richie Porte  | Team Sky | 4h50'32" |
| 2    | Mikel Landa   | Astana   | a 24"    |
| 3    | Leopold König | Team Sky | a 42"    |

### 3ª tappa
- 23 aprile: Ala > Fierozzo Val dei Mòcheni – 183,8 km

Risultati
| Pos. | Corridore          | Squadra    | Tempo    |
| ---- | ------------------ | ---------- | -------- |
| 1    | Domenico Pozzovivo | AG2R La M. | 4h54'12" |
| 2    | Mikel Landa        | Astana     | a 5"     |
| 3    | Richie Porte       | Team Sky   | s.t.     |

| Pos. | Corridore     | Squadra  | Tempo    |
| ---- | ------------- | -------- | -------- |
| 1    | Richie Porte  | Team Sky | 9h44'45" |
| 2    | Mikel Landa   | Astana   | a 22"    |
| 3    | Leopold König | Team Sky | a 58"    |

### 4ª tappa
- 24 aprile: Malé > Cles – 161,5 km

Risultati
| Pos. | Corridore       | Squadra    | Tempo    |
| ---- | --------------- | ---------- | -------- |
| 1    | Paolo Tiralongo | Astana     | 3h58'07" |
| 2    | David Arroyo    | Caja Rural | s.t.     |
| 3    | Fabio Duarte    | Colombia   | s.t.     |

| Pos. | Corridore     | Squadra  | Tempo     |
| ---- | ------------- | -------- | --------- |
| 1    | Richie Porte  | Team Sky | 13h43'41" |
| 2    | Mikel Landa   | Astana   | a 22"     |
| 3    | Leopold König | Team Sky | a 58"     |

## Classifiche finali

### Classifica generale - Maglia fucsia
| Pos. | Corridore          | Squadra       | Tempo     |
| ---- | ------------------ | ------------- | --------- |
| 1    | Richie Porte       | Team Sky      | 13h43'41" |
| 2    | Mikel Landa        | Astana        | a 22"     |
| 3    | Leopold König      | Team Sky      | a 58"     |
| 4    | Dario Cataldo      | Astana        | a 1'11"   |
| 5    | Damiano Cunego     | Nippo         | a 1'13"   |
| 6    | José Mendes        | Bora-Argon 18 | a 1'15"   |
| 7    | Domenico Pozzovivo | AG2R La M.    | a 1'32"   |
| 8    | Louis Meintjes     | MTN-Qhubeka   | a 1'33"   |
| 9    | Romain Bardet      | AG2R La M.    | a 1'34"   |
| 10   | Edoardo Zardini    | Bardiani-CSF  | a 1'37"   |

### Classifica scalatori - Maglia verde
| Pos. | Corridore          | Squadra       | Punti |
| ---- | ------------------ | ------------- | ----- |
| 1    | Rodolfo Torres     | Colombia      | 20    |
| 2    | Lukas Pöstlberger  | Tirol Cycling | 12    |
| 3    | Richie Porte       | Team Sky      | 12    |
| 4    | Domenico Pozzovivo | AG2R La M.    | 12    |
| 5    | Kanstancin Siŭcoŭ  | Team Sky      | 10    |

### Classifica a punti
| Pos. | Corridore         | Squadra       | Punti |
| ---- | ----------------- | ------------- | ----- |
| 1    | Cesare Benedetti  | Bora-Argon 18 | 8     |
| 2    | Lukas Pöstlberger | Tirol Cycling | 8     |
| 3    | Paul Voss         | Bora-Argon 18 | 6     |
| 4    | David Wohrer      | Tirol Cycling | 4     |
| 5    | Simone Sterbini   | Bardiani-CSF  | 2     |

### Classifica giovani - Maglia bianca
| Pos. | Corridore        | Squadra       | Tempo     |
| ---- | ---------------- | ------------- | --------- |
| 1    | Louis Meintjes   | MTN-Qhubeka   | 13h45'14" |
| 2    | Merhawi Kudus    | MTN-Qhubeka   | a 5'38"   |
| 3    | Emanuel Buchmann | Bora-Argon 18 | a 5'57"   |
| 4    | Hugh Carthy      | Caja Rural    | a 7'35"   |
| 5    | Davide Gabburo   | Naz. Italiana | a 9'56"   |